# Peter Frampton (album)
Peter Frampton è l'undicesimo ed eponimo album in studio del musicista britannico Peter Frampton, pubblicato nel 1994.

## Tracce
1. Day in the Sun
2. You Can Be Sure
3. It All Comes Down to You
4. You
5. Can't Take That Away
6. Young Island
7. Off the Hook
8. Waiting for Your Love
9. So Hard to Believe
10. Out of the Blue
11. Shelter Through the Night
12. Changing All the Time